# Hermandad de Álava
La Hermandad d'Álava ou regroupement administratif d'Alava a été la première institution qui a constitué les bases de l'ensemble territorial qui forme l'actuelle province d'Alava, dans l'actuelle Communauté autonome basque (Espagne). Elle a été fondée en 1463. La fraternité appartenait à la Couronne de Castille.

## Genèse
La Hermandad d'Álava a été fondée le 4 octobre 1463 à Ribera Baja (Alava). Ont été intégrées les villes de Vitoria-Gasteiz, Miranda de Ebro, Salvatierra, Pancorbo (Castille-et-León) et de Sajazarra (La Rioja). Elle est composée de 26 confréries locales et de 2 ensembles, ceux de San Millán de la Cogolla et d'Arana.

### Sources
- (es) Cet article est partiellement ou en totalité issu de l’article de Wikipédia en espagnol intitulé « Hermandad de Álava » (voir la liste des auteurs).